# Fructoză

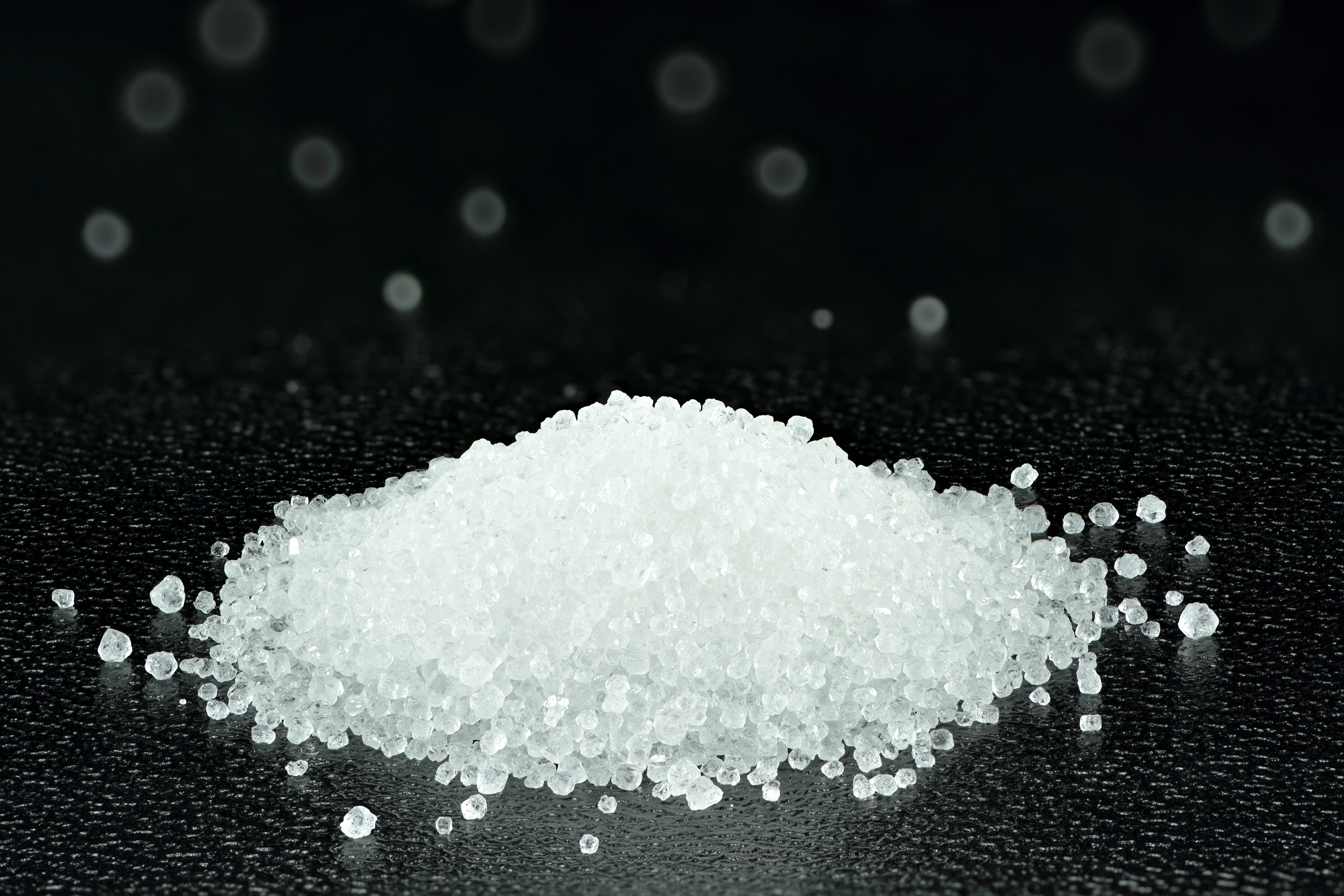
Fructoză

Fructoza este un compus organic cu formula brută C6H12O6, aparținând clasei zaharidelor, o monozaharidă de tipul cetohexozelor, epimer al glucozei. După glucoză este cea mai răspândită monozaharidă. Apare în stare liberă în fructele dulci și în miere sau combinată în di-, tri- și polizaharide.

## Structură
Deși are aceeași formulă chimică, glucoza este diferită față de fructoză prin modul de legare a atomilor. Astfel, fructoza are două grupări de alcool primar, pe când glucoza are o singură grupare de alcool primar.
```
   CH2-OH
   |
   C=O
   |
HO-C-H
   |
 H-C-OH
   |
 H-C-OH
   |
   CH2OH
```

În stare liberă fructoza are formă piranozică (formă ciclică de 6 atomi), în timp ce în oligo- și polizaharide adoptă forma furanozică (formă ciclică de 5 atomi).

## Proprietăți fizice
Este o substanță solidă, cristalizată în formă de ace, cu gust dulce (este cea mai dulce monozaharidă), solubilă în apă și metanol. 

## Proprietăți chimice
La 109 °C are loc topirea cu reacția de descompunere (carbonizare).